# رشن
رشن از ایزدان مزدیسنا و ایزد دادگری، در روز پسین (آخرت) به عنوان سومین داور پس از مهر و سروش حضور دارد. یشت دوازدهم اوستا رشن‌یشت در ستایش او است. هجدهمین روز ماه به نام این ایزد است. رشن ایزد عدالت آیین ایران باستان است. در سر پل چینود که روان درگذشتگان به داوری کشیده می‌شود و کردارهای خوب و بد و ثواب‌ها و گناهانشان سنجیده می‌شود، هیئت داوری را سه ایزد تشکیل می‌دهند: مهر، سروش و رشن. ترازوی مینوی را رشن در دست دارد. این ترازوی مینوی هرگز خطا نمی‌کند و به اندازهٔ سرمویی نه برای توانگران و نه برای درویش‌ترین مردمان منحرف نمی‌شود. این ایزد با صفت راست توصیف می‌شود.

## ریشه‌شناسی کلمه
صورت اوستایی رشن رشنو است و آن را با گمان پرهیزگاری یا درخشش معنی کرده‌اند. صورت پهلوی این نام همان رشن است. در فارسی دری به صورت رش هم آمده‌است.

## رشن در اوستا
در اوستا یشت دوازدهم به ایزد رشن تعلق دارد و رشن در آن با صفاتی از قبیل پاک، راست‌ترین، مقدس‌ترین، داناترین، گزیننده‌ترین، بهترین پرتاپ کننده از دور، اجراکننده قانون و فروزننده دزدان ستوده می‌شود. به‌طورکلی با بررسی متون اوستایی می‌توان کارکردهای متفاوت این ایزد را در قالب ۴ گروه اصلی طبقه‌بندی کرد: ۱. نقش اصلی او که در اوستا و رشن یشت بر آن تأکید شده، حضور در مراسم ور است که در بندهای نه تا سی و هفت رشن یشت به یاری فراخوانده می‌شود. ور اصطلاحی است که به نوعی آزمایش آیینی اشاره می‌کند که توسط محاکمه شونده برای اثبات حقانیتش به کار گرفته می‌شود. ۲. نقش دیگری که براساس متون اوستایی می‌توان برای رشن متصور شد، جنگاوری و حضور و ستایش این ایزد در نبردها است. ۳. می‌توان نقش اجتماعی دیگری را برای این ایزد متصور شد، مطابق این کارکرد ایزد رشن در کنار برجیه، ایزد موکل دانه‌ها و غلات و نمانیه، ایزد موکل خانه‌ها نقشی مشابه آن‌ها ایفا می‌کند. ۴. رشن در نگهداری و محافظت از گیتی و آفریدگان اهورامزدا نیز مشارکت دارد.

## رشن در ادبیات فارسی جدید
برخی از آثار به نام ایزد رشن در ادبیات فارسی قابل مشاهده است؛ اما در هیچ‌یک از متون و اشعار به کارکردهای این ایزد اشاره ای نشده‌است. به‌طورمثال ابوریحان بیرونی در آثار الباقیه عن القرون الحالیه در فهرست روزهای ایرانی، این ایزد را رشن خوانده که در زبان سغدی رسن یح و در زبان خوارزمی رشن یح خوانده می‌شود. شعرای ایرانی نیز نام این ایزد و نیز روز متعلق به او را به صورت رش و رشن در اشعار خود آورده‌اند. دوران جدید و متون پژوهشی معاصر نیز از اشاره به نام و کارکرد ایزد رشن خالی نیستند، به‌طور مثال در فرهنگ دهخدا ذیل مدخل رشن، این واژه به روز هجدهم از هر ماه شمسی نسبت داده شده‌است. دهخدا همچنین با اشاره به‌شماری دیگر از فرهنگ‌ها آورده‌است که رشن نام فرشته ای است که تدبیر امور و مصالح رشن روز با او است.

## رشن روز
روز هجدهم هر ماه به ایزد رشن اختصاص دارد و این روز را ایرانیان قدیم رشن روز می‌نامیدند. یشن روز را در ماه‌های شهریور و مهر، سعد (خوش‌یمن) و در دیگر ماه‌ها میانه می‌دانستند و در این روز مسافرت، بازرگانی، کشاورزی و پوشیدن لباس نو را نیکو می‌دانستند. گل ویژه این ایزد در بندهشن، گل نسترن است.